# Liste der Berge im Altai
Die Liste enthält eine Auswahl von Gipfeln über 3.000 m, darunter die höchsten Gipfel des Altai-Gebirgszuges.

## Tschichatschow-Kamm
- Turgeni-Eheni Ula, 4.029 m (Mongolei)
- Narin-Golin-Eheni Ula, 3.952 m (Mongolei)
- Andazin, 3.896 m (Mongolei)
- Ugeday, 3.850 m (Mongolei)
- Khashugan-Munku Ula, 3.755 m (Mongolei)
- Munku-Tsagaan-Gabagor Ula, 3.648 m (Mongolei)
- Kompromis, 3.601 m (Mongolei, Russland)
- Erek-Kagarach, 3.524 m (Russland)
- Chorai-Sairun Ula, 3.446 m (Mongolei)
- Talduair, 3.431 m (Russland)
- Bogumi, 3.362 m (Russland)
- Waschamuk-Oroa, 3.349 m (Russland)
- Tschichatschow Uul, 3.294 m (Russland)
- Aschamu-Daba, 3.096 m (Mongolei)
- Kharashin Ula, 3.019 m (Mongolei)

## Schapschal-Kamm
- Mongun-Taiga, 3.970 m (Russland)
- Ak-Ojuk, 3.613 m (Russland)
- Munkhulik, 3.501 m (Russland)
- Mengulek, 3.393 m (Russland)
- Bely Klyk, 3.333 (Russland)
- Kurkura-Bashi, 3.110 (Russland)

## Nördlicher Tschuja-Kamm
- Maashey Bashi, 4.173 m (Russland)
- Aktru, 4.044 m (Russland)
- Kurkurek, 3.930 m (Russland)
- Kiziltash Uul, 3.804, m (Russland)
- Karagem-Bashi, 3.750 m (Russland)
- Snezhnaja, 3.726 m (Russland)
- Kupol, 3.556 m (Russland)
- Karatasch, 3.535 m (Russland)

## Südlicher Tschuja-Kamm
- Tymom, 3.960 m (Russland)
- Iyktu, 3.936 m  (Russland)
- Krasavitsa, 3.870 m (Russland)
- Mechta, 3.770 m (Russland)
- Skazka, 3.600 m (Russland)

## Katun-Kamm
- Belucha, 4.506 m (Russland)
- Berg des 20. Jubiläums der Oktoberrevolution, 4.176 m (Russland)
- Pik Delone, 4.069 m (Russland)
- Pik Berelski, 3.962 m (Russland)
- Kara-Ojuk, 3.953 m (Russland)
- Pik Sapotschnikowa, 3.952 m (Russland)
- Razoruzhniye, 3.825 m (Russland)
- Pik Roerich, 3.502 m (Russland)
- Boris, 3.375 m (Russland)
- Yarlu, 3.320 m (Russland)
- Bronia, 3.206 m (Russland)

## Mongolischer Altai
- Chüiten-Gipfel, Хүйтний оргил; Freundschafts-Gipfel, Найрамдал оргил, Nairamdal orgil, Youyi Feng  4.374 m (Mongolei)
- Bürged Uul, 4.310 m (Mongolei)
- Naran Uul, Наран уул, 4.280 m (Mongolei)
- Mönch Chairchan Uul, Мөнх хайрхан уул, 4.231 m (Mongolei)
- Süchbaatar Uul, 4.204 m (Mongolei)
- Tsast Uul, Цаст уул, 4.202/4.193 m (Mongolei)
- Tsambagaraw Uul, Цамбагарав уул, 4.195/4.165 m (Mongolei)
- Utai Tawan Uul, Утай таван уул, 4.150 m (Mongolei)
- Ölgii Uul, Өлгий уул, 4.101 m (Mongolei)
- Sutai Uul, Сутай уул, 4.090 m (Mongolei)
- Tawan-Bogd Uul, Таван богд уул, 4.082 m (Mongolei)
- Tsagaan Deglii Charchiraa Uul, 4.040 m (Mongolei)
- Maltschin Uul, 4.037 m (Mongolei)
- Chatuu Uul, 4.028 m (Mongolei, Russland)
- Tachilt Uul, 4.019 m (Mongolei)
- Baatar Chairchan Uul, 3.984 m (Mongolei)
- Sair Uul, 3.984 m (Mongolei)
- Türgen Uul, 3.978 m (Mongolei)
- Tsengel Chairchan Uul, 3.943 m (Mongolei)
- Öndör Chairchan Uul, 3.926 m (Mongolei)
- Dushin Uul, 3.863 m (Mongolei)
- Most Uul (Muz Tau), 3.840 m (Mongolei)
- Ömön Chairchan Uul, 3.820 m (Mongolei)
- Dschargalant Chairchan Uul, 3.796 m (Mongolei)
- Delün Uul, 3.762 m (Mongolei)
- Alag Chairchan Uul, 3.731 m (Mongolei)
- Usugen Uul, 3.711 m (Mongolei)
- Bulag Uul, 3.623 m (Mongolei)
- Tsagaan Tsachri Uul, 3.597 m (Mongolei)
- Baga Bogd Uul, 3.584 m (Mongolei)
- Hasagta Hajrhan Uul, 3.582 m (Mongolei)
- Chüiten Salaa Uul, 3.540 m (Mongolei)
- Ovtschuun Uul, 3.517 m (Mongolei, China)
- Baga Salaa Uul, 3.488 m (Mongolei)
- Mengildyk Uul, 3.476 m (Mongolei)
- Bumbag Chairchan Uul, 3.470 m (Mongolei)
- Alag Zeliin Uul, 3.467 m (Mongolei)
- Schanda Uul, 3.457 m (Mongolei)
- Bayan Tsagaan Uul, 3.452 m (Mongolei)
- Shovgor Har Uul, 3.452 m (Mongolei, China)
- Sumdairag Uul, 3.446 m (Mongolei, China)
- Nutsgen Uul, 3.404 m (Mongolei, China)
- Tugreg Uul, 3.389 m (Mongolei)
- Tschuluut Uul, 3.362 m (Mongolei)
- Altun Huhey Uul, 3.351 m (Mongolei)
- Asgat Char Uul, 3.278 m (Mongolei, China)
- Irmegteyn Uul, 3.202 m (Mongolei)
- Mandal Chairchan Uul, 3.135 m (Mongolei)

## Gobi-Altai
- Ich Bogd Uul, Их Богд уул, 3.957 m (Bajanchongor-Aimag, Mongolei)
- Hara Chuluutayn Uul, 3.769 m (Mongolei)
- Burchanbuudai Uul, Бурханбуудай уул, 3.765 m (Gobi-Altai-Aimag, Mongolei)

## Sarymsakty-Gebirge
- Burkitaul, 3373 m (Kasachstan)
- Aksubas, 3308 m (Kasachstan)
- Tauteke, 3252 m (Kasachstan)
- Bayberdy, 3247 m (Kasachstan)
- Dwuchwerschinnaja, 3180 m (Kasachstan)